# Harold Alas
Harold Rafael Alas Rodríguez (San Salvador, 19 settembre 1989) è un calciatore salvadoregno, attaccante dell'UES.

## Carriera

### Club
Ha sempre giocato nel campionato salvadoregno.

### Nazionale
Ha debuttato in Nazionale nel 2017, venendo convocato per la Gold Cup dello stesso anno.

## Statistiche

### Cronologia presenze e reti in nazionale
| Cronologia completa delle presenze e delle reti in nazionale ― El Salvador | Cronologia completa delle presenze e delle reti in nazionale ― El Salvador | Cronologia completa delle presenze e delle reti in nazionale ― El Salvador | Cronologia completa delle presenze e delle reti in nazionale ― El Salvador | Cronologia completa delle presenze e delle reti in nazionale ― El Salvador | Cronologia completa delle presenze e delle reti in nazionale ― El Salvador | Cronologia completa delle presenze e delle reti in nazionale ― El Salvador | Cronologia completa delle presenze e delle reti in nazionale ― El Salvador |
| Data                                                                       | Città                                                                      | In casa                                                                    | Risultato                                                                  | Ospiti                                                                     | Competizione                                                               | Reti                                                                       | Note                                                                       |
| -------------------------------------------------------------------------- | -------------------------------------------------------------------------- | -------------------------------------------------------------------------- | -------------------------------------------------------------------------- | -------------------------------------------------------------------------- | -------------------------------------------------------------------------- | -------------------------------------------------------------------------- | -------------------------------------------------------------------------- |
| 22-3-2017                                                                  | Willemstad                                                                 | Curaçao                                                                    | 1 – 1                                                                      | El Salvador                                                                | Amichevole                                                                 | -                                                                          | 62’                                                                        |
| 28-5-2017                                                                  | Washington                                                                 | El Salvador                                                                | 2 – 2                                                                      | Honduras                                                                   | Amichevole                                                                 | -                                                                          | 63’                                                                        |
| 17-7-2017                                                                  | San Antonio                                                                | Giamaica                                                                   | 1 – 1                                                                      | El Salvador                                                                | Gold Cup 2017 - 1º turno                                                   | -                                                                          | 87’                                                                        |
| 20-7-2017                                                                  | Filadelfia                                                                 | Stati Uniti                                                                | 2 – 0                                                                      | El Salvador                                                                | Gold Cup 2017 - Quarti di finale                                           | -                                                                          | 84’                                                                        |
| Totale                                                                     |                                                                            | Presenze                                                                   | 4                                                                          |                                                                            | Reti                                                                       | 0                                                                          |                                                                            |